# Zero-Base-Budgeting
Das Zero-Base-Budgeting bzw. Nullbasisbudgetierung ist eine Analyse- und Planungsmethode, die beim Kostenmanagement eingesetzt wird. Dabei wird das Budget von Grund auf neu geplant (Planning from Base Zero). Dies steht im Gegensatz zur üblichen Planung, die vom aktuell vorhandenen Budget ausgeht. Das Zero-Base-Budgeting wurde von Peter A. Pyhrr in den 1970er Jahren entwickelt.

## Hintergrund
Für die Abteilungen eines Unternehmens oder im Rahmen der Verhandlung von öffentlichen Haushalten sollen die Budgets der kommenden Periode geplant werden. Oft ist die Vergabegrundlage das bisherige Budget. Dieses Verfahren ist zwar einfach, aber es können dadurch enorme Ineffizienzen entstehen. Keine Abteilung versucht ihren Bedarf an Zuwendungen zu senken, da sie in der nächsten Periode dafür "bestraft" wird.

## Verfahren
Jede Abteilung muss verschiedene Maßnahmen für die kommende Periode definieren. Diese Maßnahmen können dabei unterschiedliche Alternativen aufweisen (z. B. Marktstudie durchführen: Minimal-, Normal-, Speziallösung). Danach werden den Maßnahmen Prioritäten zugeordnet (Ranking). Das Gesamtbudget wird nun auf die wichtigsten Maßnahmen aufgeteilt, bis es verbraucht ist. Besonders wichtige Maßnahmen werden mit der Speziallösung ausgeführt, eher unwichtige Maßnahmen mit der Minimallösung.

## Bewertung
Durch das ständige Neuüberdenken der Maßnahmen kommt es seltener zu Ineffizienzen in den Abteilungen. Eine Erweiterung des Gesamtbudgets ist jederzeit möglich und bedeutet nicht neuen Zuordnungsaufwand. Allerdings ist der Gesamtaufwand dieser Methode erheblich höher als bei herkömmlichen Zuteilungsverfahren. Häufig herrschen auch unter den Mitarbeitern Abwehrmechanismen und Skepsis, da sie nun immer wieder neu ihren Budgetbedarf nachweisen und begründen müssen. Deswegen gibt es in der Praxis oft auch Kompromisse zwischen dem Zero Base Budgeting und der herkömmlichen Zuteilung.

## Vorteile
- Ressourcenallokation
- Kosteneinsparung
- fördert Kommunikation im Unternehmen

## Nachteile
- hoher Zeit- bzw. Arbeitsaufwand
- subjektive Einschätzung der Rangfolge
- Wechselwirkungen zwischen den Einheiten werden nicht berücksichtigt

## Weblink
- Aufsatz über Null-Basis-Budgetierung